# Klein Hitland
Klein Hitland est un hameau situé dans la commune néerlandaise de Zuidplas, dans la province de la Hollande-Méridionale. Il est situé sur l'Yssel hollandais, à l'est de Nieuwerkerk aan den IJssel.